# Población de Campos
Población de Campos è un comune spagnolo di 180 abitanti situato nella comunità autonoma di Castiglia e León.